# Na'omi Levicki
Na'omi Levicki (hebrejsky נעמי לויצקי‎; 1947 Rumunsko – 29. května 2024) byla izraelská novinářka a autorka literatury faktu.

## Životopis
Narodila se v Rumunsku jako Elisabeta Spitz Marii, která se později provdala za právníka Ašera Levického. V roce 1951, když jí byly čtyři roky, emigrovala do Izraele.
Na konci krátkého manželství v mládí působila jako emisarka United Jewish Appeal ve Spojených státech amerických. V roce 1985 začala pracovat jako novinářka pro Koteret rašit, v roce 1988 přešla do Chadašot a v roce 1991 do Jedi'ot achronot, kde pracovala do roku 1998.
V roce 2001 vyšla po třech letech práce její kniha כבודו - אהרן ברק, ביוגרפיה, která pojednává o životě Aharona Baraka.
Poté začala přednášet o vlivu životopisů soudců na jejich rozhodnutí na akademické půdě College of Management Academic Studies. Studijní náplň tohoto kurzu se pro ní stala základem pro napsání knihy העליונים: בתוככי בית המשפט העליון.
V roce 2019 vyšla její kniha ילדה רעה, což je autobiografie, kterou vyprávějí dvě osoby: malá holčička, opuštěná v odlehlé jeruzalémské čtvrti, a dospělá žena, která se stala úspěšnou novinářkou a spisovatelkou.

## Žaloba na Izraelskou rozhlasovou službu
V květnu 2009 podala Levicki u jeruzalémského regionálního pracovního soudu žalobu o přibližně 800 000 nových izraelských šekelů (NIS) proti Izraelské rozhlasové službě a jejím předsedovi Moše Gavišovi, v níž tvrdila, že zpravodajský a publicistický pořad, který uváděla na Kanálu 1, byl ukončen a ona byla propuštěna z práce několik měsíců před koncem ústně sjednané pracovní smlouvy. V žalobě se uvádí, že měla s Moše Gavišem osobní a intimní vztah, díky němuž pořad vůbec dostala. Moše Gaviš obvinění vůči své osobě popřel. Žaloba skončila mediační dohodou, která nabyla právní moci soudního rozhodnutí, v němž bylo Levické přiznáno odškodnění ve výši 225 000 NIS.